# 豊川電気
豊川電気株式会社（とよがわでんき かぶしきがいしゃ）は、大正末期から昭和戦前期にかけて、現在の愛知県北設楽郡設楽町を中心に電気を供給していた電力会社である。
1917年（大正6年）に当時の田口町で開業した田口電灯合名会社が前身。同社が三河木材電気部となったのち、1924年（大正13年）にその事業を引き継いで豊川電気が開業した。ただし本社は事業地ではなく豊橋市（末期は東京市）に構える。1938年（昭和13年）、三遠南信地域の中心事業者中央電力に統合され解散した。

## 歴史

### 田口電灯時代
1909年（明治42年）1月、豊橋市の豊橋電気によって、豊橋方面に送電する発電所が置かれた南設楽郡作手村（現・新城市）の集落に電灯がつけられた。これが奥三河で最初の電灯である。その後豊橋電気によって南設楽郡新城町、大野製材（後の大野電気）によって八名郡大野町でも供給が始まる。さらに北設楽郡においても、1914年（大正3年）4月21日付で田口町（現・設楽町）の田口電灯が電気事業の許可を取得した。
田口電灯が許可を得た当初の供給区域は田口町とその西の名倉村（現・設楽町）、南の南設楽郡海老町（現・新城市）の3町村。許可後の1914年6月5日、田口電灯は合名会社組織（田口電灯合名会社）として田口町大字田口字居立に設立された。出資は計2万円。社員は12人で、供給区域3町村のほか東加茂郡松平村（現・豊田市）・西加茂郡高橋村（同）・碧海郡旭村（現・碧南市）の人物も名を連ねる。開業は3年後の1917年（大正6年）3月21日。この時点では北設楽郡で唯一の電気事業である。電源となる水力発電所は名倉村を流れる大名倉川（豊川最上流部）に建設され、その出力は30キロワットであった。

### 三河木材電気部時代
1919年（大正8年）2月4日、田口町大字田口字上原に資本金50万円で林業・製材業その他を目的とする「東三木材株式会社」が設立された。同社は同年4月「三河木材株式会社」へと社名を変更。さらに8月15日付で田口電灯合名会社を合併した。合併により旧田口電灯の事業は三河木材電気部の所管となっている。三河木材の役員はすべて田口町内の人物で、関谷守男が社長を務めた。
供給区域のうち名倉村については、開業当初は発電所が立地する大名倉地区に供給するだけであったが、1919年より東納庫地区、翌1920年（大正9年）より西納庫地区にも道路沿いの集落を手始めに順次配電していった。また南部では1922年（大正11年）より北設楽郡段嶺村でも供給を開始した。ただし段嶺村での範囲は狭く、田口町に接する田内地区と田峯地区の一部（梨野・程野集落）に限られる。
名古屋逓信局の資料によると、三河木材時代末期の1923年末時点では南設楽郡鳳来寺村（現・新城市）の大部分も未開業ながら供給区域に入っているほか、発電所出力は80キロワットになっている。
三河木材は下記の電気事業譲渡ののち、1928年（昭和3年）1月5日に解散した。

### 豊川電気移行後

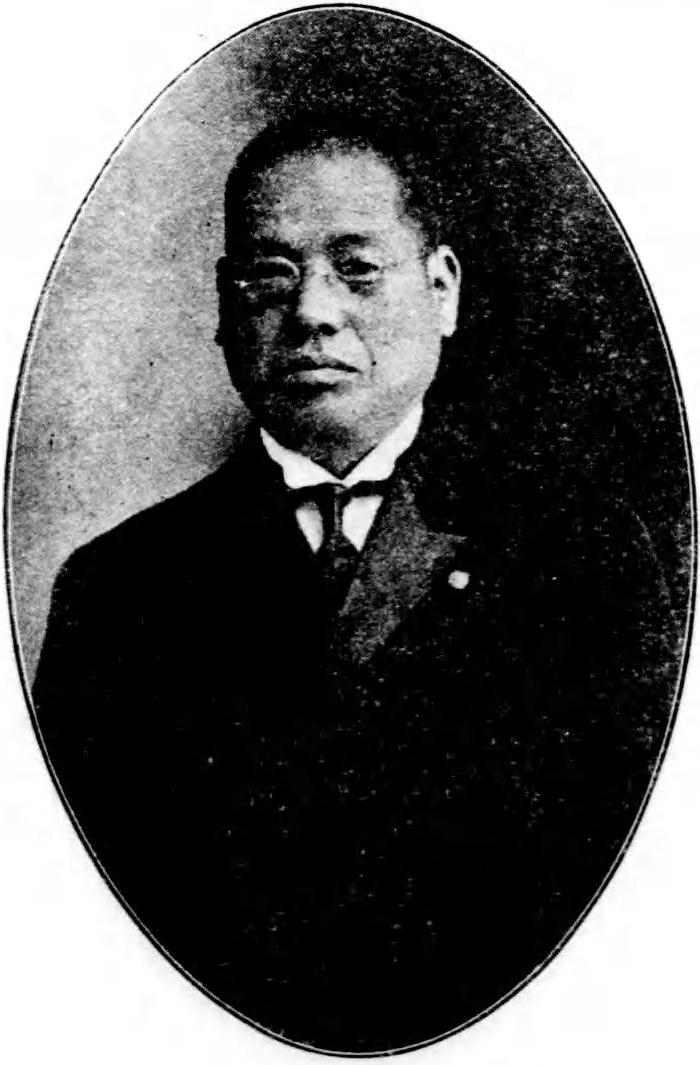
初代社長武田賢治

1924年（大正13年）1月15日、豊橋市大字東田字東前山に資本金30万円（うち7万5000円払込）にて「豊川電気株式会社」が設立され、同年9月、三河木材電気部の事業を譲り受けた。豊川電気の取締役は関谷守男・武田賢治・今西卓の3名で、そのうち武田が社長を務める。武田・今西はかつて旧豊橋電気で専務・支配人を務めた豊橋の実業家で、この当時は渥美半島に供給する豊橋電気（1921年設立）や豊橋電気軌道（現・豊橋鉄道）の社長・専務であった。また総株数6000株のうち2000株を三河木材、2000株を関谷守男、500株を武田賢治が持った（1924年11月末時点）。
豊川電気移行後の1928年8月、矢作水力との間に100キロワットの受電契約を結んだ。これは大名倉発電所の水路欠損に伴う発電力低下の対策であった。なお1937年（昭和12年）末の段階では矢作水力からの受電はなくなっており、大名倉発電所（出力80キロワット）以外の電源は隣接する大野電気からの受電8キロワットのみであった。
1937年初頭の段階で、経営陣は社長武田賢治・専務武田正夫（武田賢治の長男）であったが、同年5月3日に全役員が辞任、高石弁治（社長就任）・松本庸之助らと交代した。加えて役員改選と同日付で豊橋市から東京市麹町区丸ノ内1丁目6番地1（現・千代田区丸の内）へと本店を移転している。新社長となった高石は当時中央水力という電力会社の社長である。中央水力は伊那電気鉄道の既得水利地点を開発すべく設立された開発会社であるが、一般供給事業を持つべく豊川電気の全株式（6000株）を買収したのであった。
1937年5月、中央水力は傘下に収めた豊川電気から事業を譲り受けるべく逓信省へと認可申請した。この動きは逓信省の慫慂の下に当時全国的に活発化していた小規模事業整理・統合の波に乗ったものであったが、逓信省では買収価格が高すぎる点（12円50銭払込株式を1株あたり16円・総額9万6000円で買収）、開発会社に一般供給事業を持たせることが配電統制方針に沿わない点から電気料金低下に繋がらないと判断して申請を不認可とする方針を採った。中央水力側では大野電気など他の事業者も統合し電気料金も将来的に東邦電力並みに値下げするとして認可を求めたが、認可取得はなおも難航した。そこで中央水力は打開策として三河水力電気・南信電気との新設合併を決定する。3社合併についても逓信省は容易に認可しなかったが、翌1938年（昭和13年）8月に合併が成立し中央電力設立に漕ぎつけた。
中央電力は発足後、周辺の小規模事業者6社から相次いで事業を譲り受けた。その最初のものが豊川電気からの事業譲り受けであり、1938年11月30日付で逓信省から事業譲受認可を得て、翌12月1日付で譲受けを実施した。登記によると豊川電気は12月1日付で会社を解散し、1939年（昭和14年）5月15日付で清算事務を結了している。なお統合3年半後の1942年（昭和17年）4月、豊川電気を統合した中央電力も配電統制令に基づく国策配電会社中部配電へと統合され、姿を消した。

## 供給区域
1937年12月末時点における豊川電気の供給区域は以下の愛知県内6町村であった。
- 北設楽郡田口町・名倉村・段嶺村（現・設楽町）
- 南設楽郡海老町（現・新城市）
- 南設楽郡鳳来寺村・長篠村の各一部（同上）

1937年11月末（下期末）時点での供給成績は、電灯需要家1515戸・灯数3108灯（ほかに無料灯61灯あり）、電力供給16.0キロワット、電熱その他供給11.5キロワットであった。
なお、上記の供給区域内においても未配電地域が存在した。例えば田口町内では大正末期より小松地区への配電を始めたが、それより北側の長江地区の点灯は豊川電気解散後の1943年（昭和18年）のことである。田口町東部の荒尾・和市両地区も遅く、1941年（昭和16年）の点灯であった。発電所のある名倉村でも川向地区は長く配電がなされず、1942年（昭和17年）12月ようやく点灯された。また未配電地区では会社による配電に先駆けて産業組合が組織された地域もあり、田口町長江地区の北にある八橋地区では「八橋電気利用組合」が、段嶺村の田峯地区（梨野・程野両集落を除く）および三都橋地区では「段嶺電気利用組合」がそれぞれ供給にあたった。

## 発電所
豊川電気が運転していた発電所は大名倉発電所という。所在地は北設楽郡名倉村大字大名倉（現・設楽町大名倉）で、大名倉川（豊川上流部）から取水する。田口電灯が1917年3月の開業時に用意した発電所である。
逓信省の資料によると、運転開始当初の大名倉発電所は使用水量8.5立方尺毎秒（約0.24立方メートル毎秒）・有効落差103尺（約31.2メートル）にて30キロワットの電力を発電した。発電設備は亀崎鉄工所製ペルトン水車と明治電気製三相交流発電機（周波数60ヘルツ）を備える。一方1937年の段階では、使用水量0.306立方メートル毎秒・有効落差39.8メートルにて80キロワットを発電する。発電設備は日立製作所製で、フランシス水車・90キロボルトアンペア三相交流発電機各2台からなる。発電機は周波数が1台ずつ50ヘルツと60ヘルツで異なるが、前者が常用される。
中央電力への統合後、大名倉発電所は1942年（昭和17年）に配電統制令のため中部配電へと出資された。その後1951年（昭和26年）に中部電力へと継承されるが、同社の手により1955年（昭和30年）5月に廃止されている。ただし中部配電時代の1948年（昭和23年）9月3日に失火で全焼し以後そのまま放置されていた。発電所跡は設楽ダム建設によりダム湖に水没する地域にある。